# Municipio de Carman
El municipio de Carman (en inglés, Carman Township) es un municipio del condado de Henderson, Illinois, Estados Unidos. Tiene una población estimada, a mediados de 2021, de 238 habitantes.

## Geografía
Está ubicado en las coordenadas 40°45′5.1″N 91°3′59.9″O / 40.751417, -91.066639 (40.751404, -91.066632). Según la Oficina del Censo de los Estados Unidos, tiene una superficie total de 68.3 km², de la cual 56.9 km² corresponden a tierra firme y 11.3 km² son agua.

## Demografía
Según el censo de 2020, en ese momento había 227 personas residiendo en la zona. La densidad de población era de 4.0 hab./km². El 96.92 % de los habitantes eran blancos, el 0.44 % era de otra raza y el 2.64% eran de una mezcla de razas. Del total de la población, el 2.20 % eran hispanos o latinos de cualquier raza.